# Museu Villa Stuck
O Museu Villa Stuck é um museu público alemão, localizado no distrito de Bogenhausen, na cidade de Munique. Fundado em 1992, enquadra-se na tipologia de casa-museu, sediada na residência projetada e construída pelo pintor, escultor e arquiteto Franz von Stuck entre 1897 e 1898. Stuck também projetou seu estúdio anexo à residência, finalizado entre 1914 e 1915, bem como a decorações dos interiores e o mobiliário. O museu mantém uma exposição permanente de obras do artista e organiza exposições temporárias e eventos culturais, relacionados, majoritariamente, às artes visuais e aplicadas do início do século XX.

## A Villa Stuck

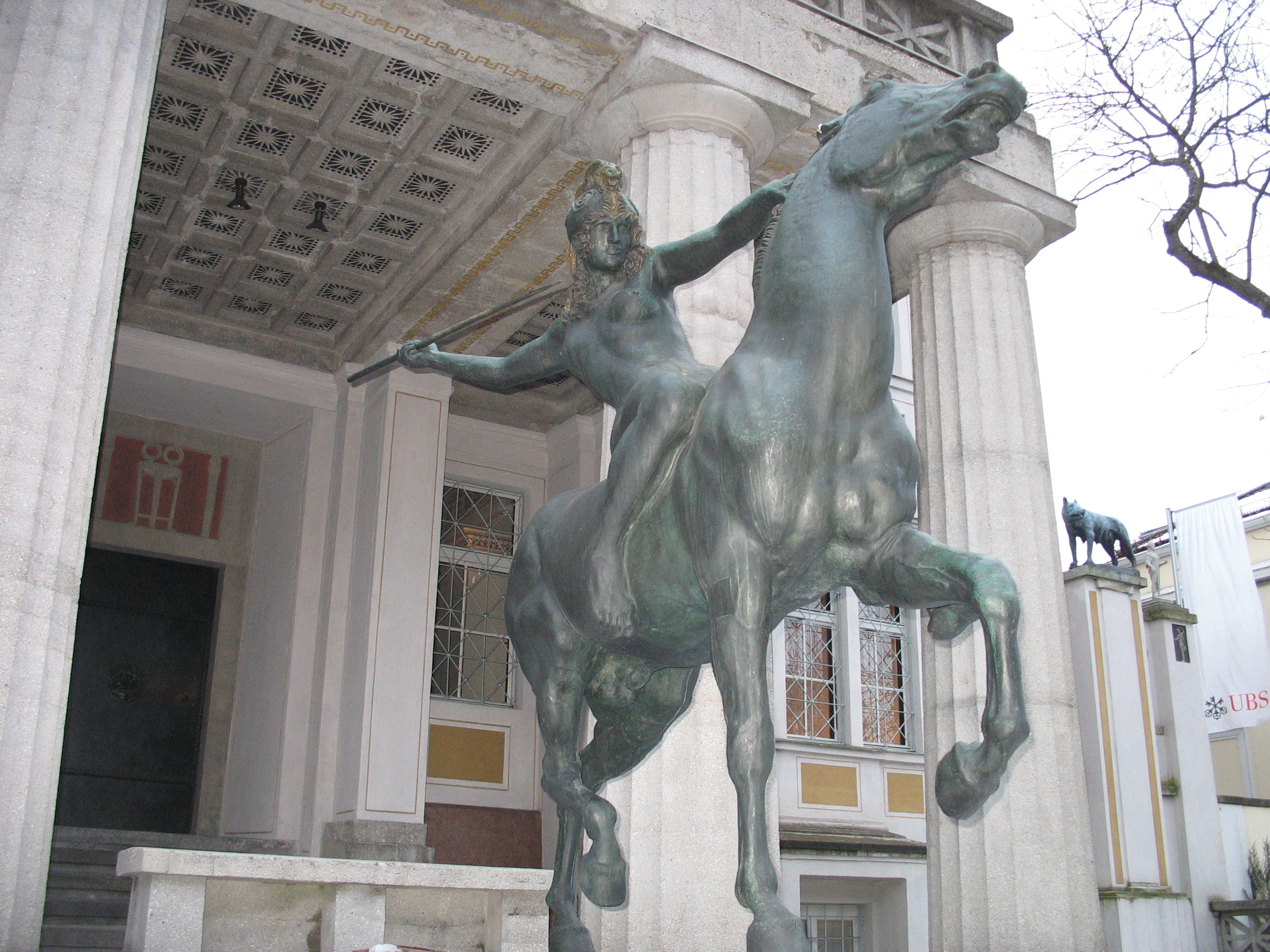
Estátua de amazona, na Villa Stuck.

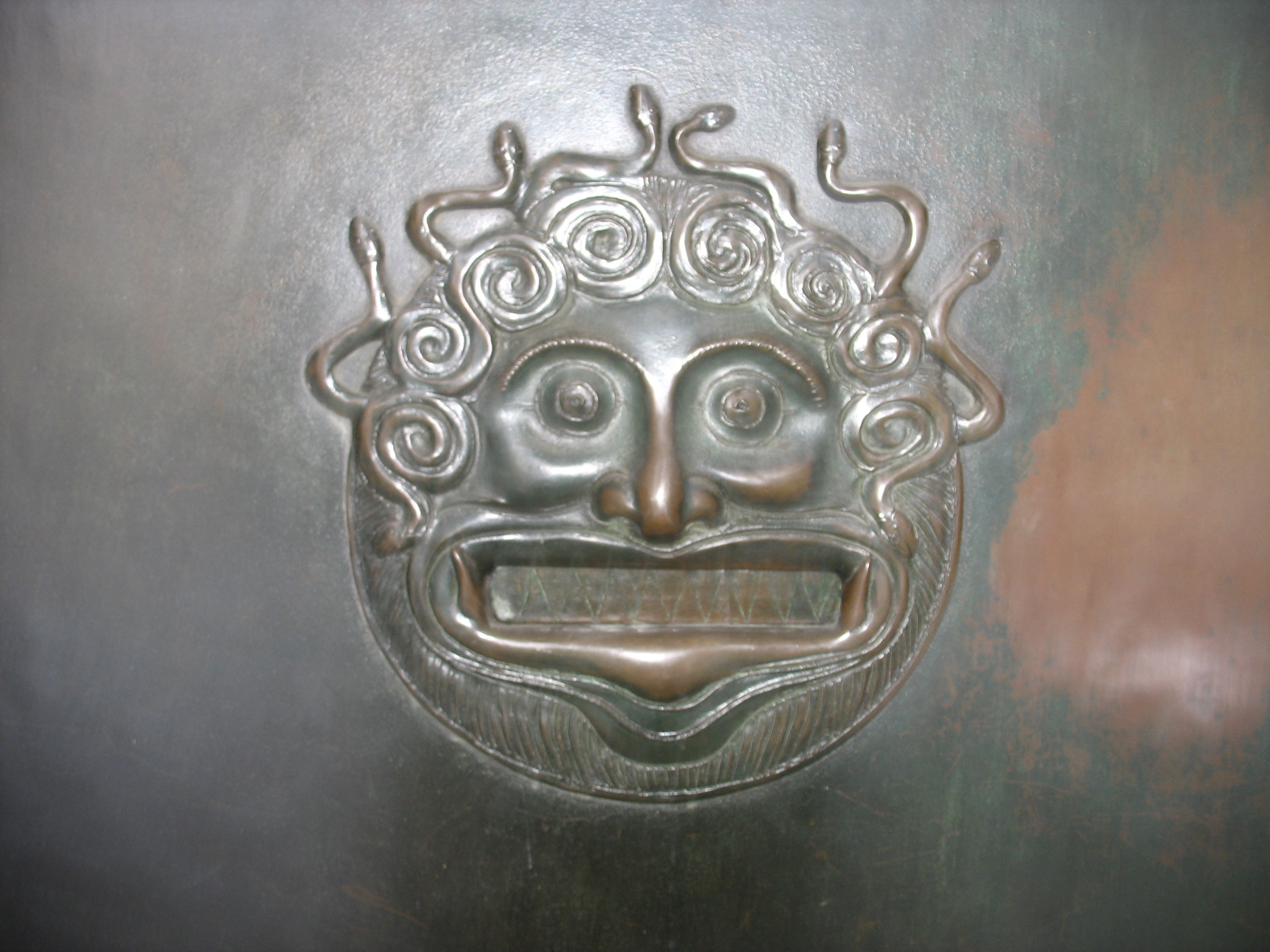
Medusa, junto ao portal de entrada da Villa Stuck.

Já estabelecido aos 34 anos como retratista de renome, também muito apreciado por sua clientela em função de suas pinturas simbolistas e do tratamento cômico ou erótico conferido aos temas mitológicos que executava, Franz von Stuck iniciou a construção de sua residência em 1897, na famosa Prinzregentenstraße – uma das quatro “vias reais” no centro da cidade de Munique – próxima às margens do rio Isar. A construção, finalizada no ano seguinte, foi projetada pelo próprio artista, seguindo o estilo das antigas villas renascentistas. Stuck também projetou a decoração dos interiores e o mobiliário, fazendo de sua villa um dos ícones máximos do chamado estilo Jugendstil. O mobiliário por ele projetado rendeu-lhe a medalha de ouro na Exposição Internacional de Paris, em 1900.
A edificação de três andares apresenta-se como um “bloco monolítico” de caráter monumental. Quatro "falsas-torres" localizadas nos extremos da fachada enfatizam a forma cúbica da residência. A monumentalidade é realçada pela presença de duas rampas em curva que levam ao portal de bronze na entrada, decorado com uma cabeça de Medusa e coberto por um grandioso pórtico dórico, que serve de base ao terraço do segundo andar. Réplicas de antigas estátuas romanas ladeiam o sótão: o Herácles Lansdowne (original no Museu J. Paul Getty, Los Angeles), a Pudicitia (Museus Vaticanos), a Amazona ferida de Policleto (Berlim) e o Ares Borghese (Louvre, Paris). Na balaustrada, em frente à pérgola, uma réplica da Lupa Capitolina, símbolo da cidade de Roma.
A residência conta com vestíbulo, sala de estar, sala de música, biblioteca, boudoir, sala de jantar, fumódromo e o antigo ateliê. Em 1914, Stuck projetou um novo e amplo estúdio de dois andares, ligado à villa por um amplo corredor, com dormitórios para funcionários, ateliê de esculturas e pinturas. Aproveitou a oportunidade para redesenhar alguns detalhes da fachada do complexo, finalizada em 1915.

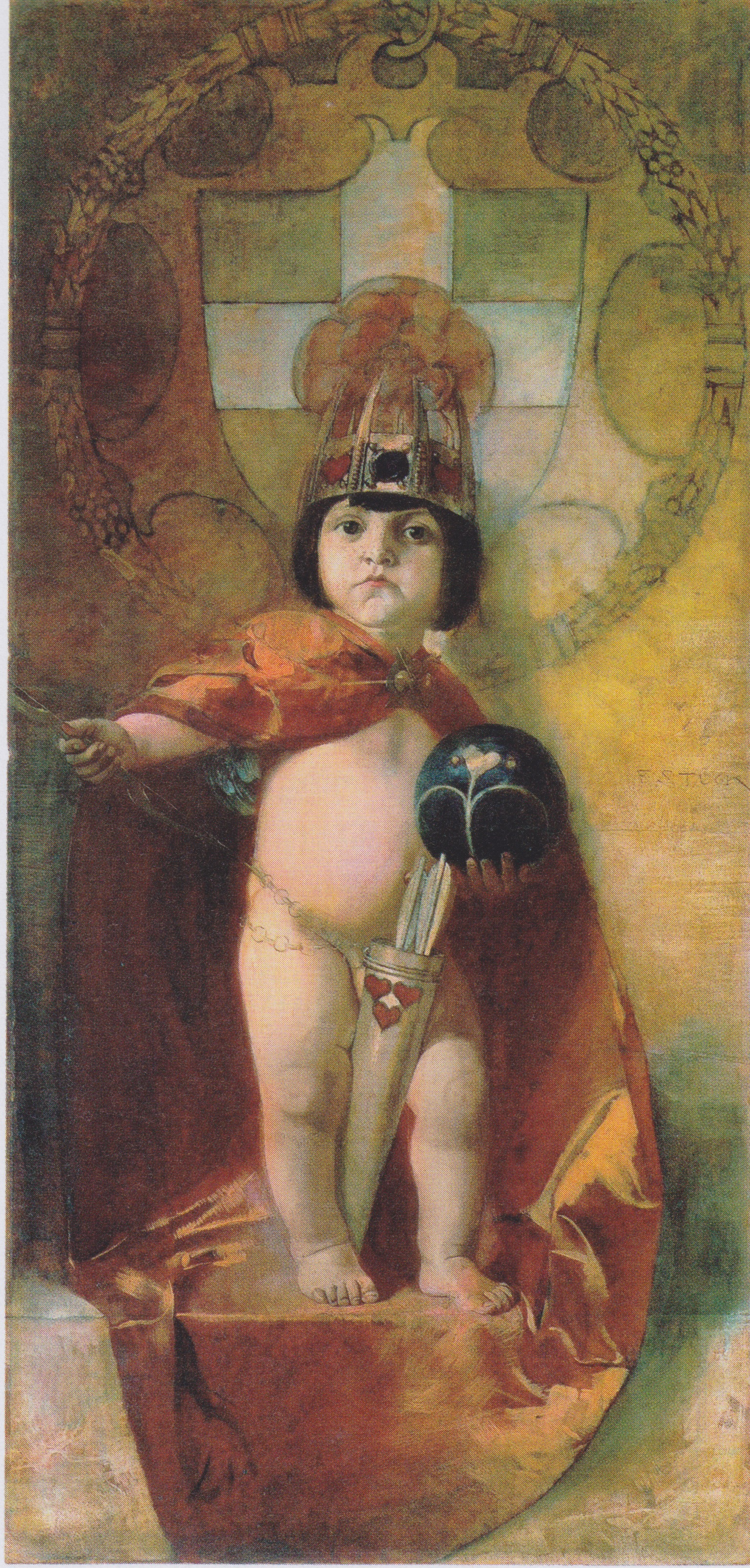
Amor Imperador (1887-1888), de Franz von Stuck. Acervo da Villa Stuck.

## O museu
A ideia de transformar a Villa Stuck em um museu dedicado à memória do artista surgiu pouco tempo após sua morte, ocorrida em 1928, mas não foi levada adiante. A residência sofreria inúmeros danos durante a Segunda Guerra Mundial e posteriormente em função de seu uso inadequado. Na década de 1960, a Villa Stuck foi adquirida pelo arquiteto Hans-Joachim Ziersch e passou por uma ampla reforma entre 1965 e 1968. Administrada pela Sociedade Stuck-Jugendstil, criada em 1967 com o propósito de preservar a villa e integrá-la ao circuito cultural de Munique, a residência foi aberta para visitações.
Em 1992, a Villa Stuck foi adquirida pela municipalidade de Munique, tornando-se um museu público. A nova gestão determinou a criação de um programa de exposições permanentes e temporárias. A coleção de obras de Franz von Stuck é desde então complementada por exibições de curta duração sobre temas ligados às artes visuais e aplicadas de seu período histórico e contexto artístico. O museu também se dedica às artes plásticas e ao design contemporâneos. Uma nova reforma na villa foi realizada entre 1998 e 2000, procurando adaptá-la ao seu novo uso museológico.